# مقاطعة سترافورد (نيو هامبشاير)
مقاطعة سترافورد هي مقاطعة في الولايات المتحدة في نيوهامشير، بلغ عدد سكانها سنه 2020 130,889  ، في ، عاصمتها دوفر، تبلغ مساحتها 994 كيلومتر مربع.كانت مقاطعة سترافورد واحدة من المقاطعات الخمسة الأصلية التي تم تحديدها لنيو هامبشاير في عام 1769. وقد سميت على اسم ويليام وينتورث، إيرل سترافورد الثاني، بناءً على اعتقاد خاطئ بأنه كان سلف الحاكم جون وينتورث - على الرغم من وجود صلة قرابة بعيدة بينهما، إلا أن ويليام لم يكن لديه أحفاد. تم تنظيم المقاطعة في دوفر عام 1771. في عام 1840، تم تقليص حجم المقاطعة الأصلية مع إنشاء مقاطعة بلكناب.
تشكل المقاطعة جزئا من المنطقة الاحصائيه بوستن كامبريدج نيوتن ومنطقه المدن الكبرى والمنطقة الاحصائية المشتركة وكان من المتوقع أن تكون مقاطعة نيو هامبشاير ذات أعلى نسبة نمو خلال الفترة 2010-2019.

## الموقع
تشترك في الحدود مع:
- مقاطعة كارول (نيو هامبشاير)
- مقاطعة روكينغهام (نيو هامبشاير).

## التقسيمات الإدارية
- Barrington, New Hampshire [الإنجليزية]‏
- دوفر
- دورهام
- فارمينغتون
- لي
- مادبوري
- ميدلتون
- ميلتون
- نيو دورهام
- روتشستر
- Rollinsford, New Hampshire [الإنجليزية]‏
- سومرسوورث
- Strafford, New Hampshire [الإنجليزية]‏.